# سومكلي إياما
سومكلي إياما (بالإنجليزية: Somkele Iyamah)‏، هي مُمثلة وعارضة أزياء نيجيرية.

## الجوائز والترشيحات
| السنة | حفل توزيع الجوائز                  | الجائزة                              | العمل   | النتيجة |
| ----- | ---------------------------------- | ------------------------------------ | ------- | ------- |
| 2016  | مهرجان تورونتو السينمائي الدولي    | نجمة دولية صاعدة                     | نفسُها   | فوز     |
| 2016  | مهرجان أفريقيا السينمائي الدولي    | جائزة الاعتراف الخاص من لجنة التحكيم | 93 يوما | فوز     |
| 2016  | جوائز إيلوي                        | مُمثلة السنة                          | 93 يوما | فوز     |
| 2016  | The Future Awards Africa           | جائزة أفضل مُمثلة                     | 93 يوما | فوز     |
| 2016  | جوائز الأكاديمية الأفريقية للأفلام | أفضل ممثلة في دور مساعد              | 93 يوما | رُشِّح     |
| 2017  | جوائز أفريقيا ماجيك للمشاهدين      | أفضل ممثلة في دور مساعد              | 93 يوما | رُشِّح     |
| 2017  | جوائز أفريقيا ماجيك للمشاهدين      | Trailblazer Award                    | نفسُها   | فوز     |

## أعمالها
| السنة | العُنوان الأصلي للفيلم                   | الدور             | مُلاحظات                                                                                             |
| ----- | --------------------------------------- | ----------------- | --------------------------------------------------------------------------------------------------- |
| 2020  | A Soldier's Story: Return From The Dead | زايا              | رُفقة كُل من إريك روبرتس، وليندا إيجيفور، وDaniel K. Daniel المُخرج: فرانكي أوغار مرحلة ما بعد الإنتاج |
| 2018  | لارا والفوز                             | Dara Giwa         | رُفقة كُل من Seyi Shay، وVector The Viper ‏، وشيوما تشوكووكا Director: Tosin Coker                     |
| 2017  | The Wedding Party 2                     | Yemisi Disu       | رُفقة كُل من أديسوا إتومي، وريتشارد موفي داميجو، وإيريتيولا دويل، وBanky W ‏ المُخرج: نيي أكينمولايان   |
| 2016  | The Wedding Party ‏                      | Yemisi Disu       | رُفقة كُل من أديسوا إتومي، وريتشارد موفي داميجو، وإيريتيولا دويل، وBanky W ‏ المُخرج: كيمي أديتيبا      |
| 2016  | 93 Days                                 | Dr. Ada Igonoh    | رُفقة كُل من داني غلوفر، وغيديون أوكيكي، وبيمبو أكينتولا                                              |
| 2016  | The Arbitration                         | Omawumi Horsefall | رُفقة كُل من أوه. سي. أوكيجي، وإيريتيولا دويل، وأديسوا إتومي المُخرج: نيي أكينمولايان                  |
| 2015  | The Department                          | Ireti             | رُفقة كُل من Jide Kosoko، وOsas Ighodaro Ajibade، وأوه. سي. أوكيجي، و المُخرج: Remi Vaughn Richards    |

| السنة | العُنوان الأصلي للمُسلسل | الدور       | مُلاحظات      |
| ----- | ---------------------- | ----------- | ------------ |
| 2020  | The Expanse            | مُهندسة      | أمازون برايم |
| 2018  | Coroner                | السيدة كامو |              |
| 2014  | Gidi Up                | إيفون       |              |
| 2015  | Best Friends           | أوتشي       |              |

## روابط خارجية
سومكلي إياما على موقع IMDb (الإنجليزية)
- سومكلي إياما على موقع قاعدة بيانات الفيلم (الإنجليزية)